# Rao Raja Ramchandra Ganpat Rajwade
Kantilal Lallubhai Dalal fue un diplomático de carrera indio.
- En 1947 entró al servicio del Estado Gwalior como Controlador de Suministros y precios.
- En 1948 fue transferido al Ministerio de Asuntos Exteriores (India).
- De 1948 a 1949 fue secretario de embajada de primera clase en Canberra.
- De 1949 a 1951 fue secretario de embajada de primera clase en Buenos Aires.
- De 1951 a 1953 fue secretario de embajada de primera clase en Karachi.
- De 1953 a 1957 fue consejero de embajada en El Cairo.
- De 1957 a 1958 fue Encargado de negocios en Rabat (Marruecos).
- De 1958 a 1960 fue embajador en Jartum(Sudán).
- De 1960 a 1962 fue embajador en Adís Abeba (Etiopía).
- De 1962 a 1964 fue secretario de Ministerio de Asuntos Exteriores (India).
- De 1965 a 1968 fue embajador en Viena (Austria).
- De 1972 a 1973 fue Vicerrector de la Jiwaji University en Gwalior.
- De 1973 a 1974 fue miembro de la en:Union Public Service Commission.[1]